# Baumgarten (Meklemburgia-Pomorze Przednie)
Baumgarten – gmina w Niemczech, w kraju związkowym Meklemburgia-Pomorze Przednie, w powiecie Rostock, wchodzi w skład urzędu Bützow Land.